# Miguel Pereira Coutinho
Miguel Carlos de Morais Pereira Coutinho (Lisboa, Mercês, 3 de Dezembro de 1915 — 1998) foi um professor catedrático do Instituto Superior de Agronomia da Universidade Técnica de Lisboa.

## Obras publicadas
- "A Tapada da Ajuda - de Tapada Real a Parque Botânico", in AGROS n.º 3, Lisboa, 1956.